# Kámánházy László
Kámánházai Kámánházy László (Zsolna (Trencsén megye), 1753. május 8. – Vác, 1817. február 4.) váci püspök.

## Élete
Kámánházy István (ki a törökök ellen viselt háborúban magát kitüntetvén, III. Károly király által 1720-ban nemességre emeltetett) és Dezsericzky Mária fia. A gimnáziumot és bölcseleti tanulmányokat Nyitrán, a teológiát Nagyszombatban végezte és abból baccalaureus lett. 1774-ben Nyitrára visszajővén, fiatal kora miatt szeptember 24-én csak alszerpappá szenteltetett és Gusztinyi János püspök növendékpapok tanításával bízta meg, mely hivatalát 1775. szeptember 12-én áldozópappá történt fölszenteltetése után még négy évig viselte. 
1779. szeptember 29-én szkacsányi és innét 1785. február 9-én nyitrai alsóvárosi plébános lett, ahol mint helyettes alesperes és az elemi iskolák igazgatója is működött. A szegények intézetének életbe léptetése körül szerzett érdemeit a magyar királyi helytartótanács 1787. évi leiratában elismerte. 1790. június 4-én nyitrai kanonokká, 1797. február 8-án Szűz péterváradhegyi apátjává neveztetett ki.
Mint kanonok egy évig a papnevelő-intézet igazgatója volt, utóbb pedig mint dékán a káptalan gazdasági ügyeit kezelte. Nyitra vármegye közgyűlésein is tevékeny részt vett, kivált azon alkalommal, midőn a felkelő sereg egy része, nem akarván az ország határain túl katonáskodni, az engedelmességet megtagadta, zászlaját és vezérét elhagyta és fegyveresen tért vissza Nyitrára, ahol csak az ő rendkívüli fáradozásának és ékesszólásának sikerült a lázongó fegyveres népet lecsillapítani. 
A káptalanban fokozatos előléptetés útján a székesegyházi főesperességig emelkedett, mikor Ferenc király 1806. augusztus 1-jén a káptalan első javadalmát neki adományozta. 1805. augusztus 30-án királyi táblai főpapnak és 1807. február 20-án a hétszemélyes táblához, november 28-án novi választott püspöki ranggal kineveztetett. 
Az 1807-ben Budára összehívott országgyűlésen mint káptalani követ vett részt. 1808. április 29-én a fejedelmi kegy váci püspökké nevezte ki. Kitűnő szónok volt; szkacsányi és nyitrai plébános korában a főcsaládok érdemeiről, gyászszertartások, üdvözlések, beiktatások alkalmával tartott beszédeket. 
A váci egyházmegye térképét saját költségén Karacs Ferenc által 3000 példányban kimetszette. A váci püspöki lak kertjét bővítette, dísznövényekkel és kényelmi épületekkel láttal el; azonban a Migazzi püspök által nagy pénzáldozatokkal gyűjtött római kőfaragványokat is a kert falába építtette. Az irodalomnak is nagy barátja volt, több író munkáját kiadta vagy segélyezte, így Katona Historia Critica munkája utolsó részének kiadásához 200 forinttal járult. Több jótékony és művelődési célokra adományozott összegeken kívül a vallásalapra 40 000 forintot és az ország akkori szükségeinek könnyítésére 100 000 forintot áldozott.

## Munkái
- Allocutio, qua D Josephus e comitibus Erdődy de Monyorókerék comit. Nitriensis supremus comes dum die 29. mensis Januarii a. 1808. prima vice in medium SS. et 00. provinciae Nitriensis in generali congregatione Nitriae congregatorum, advenisset, salutatus fuit. Pestini, 1808
- Allocutio, qua Seren. ac Rev. Regn. Hungariae et Boh. haereditarium principem, Archi-Ducem Austriae D. Carolum Ambrosium Archi-Episcopum Strigoniensem et I. R. Hungariae Primatem nomine Provinciae Nitriensis salutavit ..... Anno 1808. Vacii

Mint kanonok összegyűjtötte a káptalani misealapítványokra vonatkozó iratokat, szabályrendeleteket és a kanonokok névsorát, az újabbakét életrajzi adatokkal kibővítve, mely gyűjteményét Vagner József, Adalékok c. munkájában gyakran kútforrásul használt.